# Challenger de Turín 2022
El torneo Turin Challenger 2022 fue un torneo de tenis perteneció al ATP Challenger Tour 2022 en la categoría Challenger 80. Se trató de la 1.ª edición, el torneo tuvo lugar en la ciudad de Turín (Italia), desde el 28 de febrero hasta el 6 de marzo de 2022 sobre pista dura bajo techo.

## Jugadores participantes del cuadro de individuales
| Favorito | País                        | Jugador             | Rank1 | Posición en el torneo |
| -------- | --------------------------- | ------------------- | ----- | --------------------- |
| 1        | Bandera de Francia          | Quentin Halys       | 142   | FINAL                 |
| 2        | Bandera de Alemania         | Mats Moraing        | 149   | CAMPEÓN               |
| 3        | Bandera de Canadá           | Vasek Pospisil      | 155   | Semifinales           |
| 4        | Bandera de Italia           | Franco Agamenone    | 174   | Segunda ronda         |
| 5        | Bandera de Italia           | Thomas Fabbiano     | 183   | Segunda ronda         |
| 6        | Bandera de Alemania         | Daniel Masur        | 195   | Cuartos de final      |
| 7        | Bandera de los Países Bajos | Tim van Rijthoven   | 200   | Segunda ronda         |
| 8        | Bandera de Alemania         | Maximilian Marterer | 201   | Primera ronda         |

- 1 Se ha tomado en cuenta el ranking del 21 de febrero de 2022.

### Otros participantes
Los siguientes jugadores recibieron una invitación (wild card), por lo tanto ingresan directamente al cuadro principal (WC):
- Francesco Maestrelli
- Luca Potenza
- Matteo Viola

Los siguientes jugadores ingresan al cuadro principal tras disputar el cuadro clasificatorio (Q):
- Gijs Brouwer
- Antoine Escoffier
- Arthur Fils
- Michael Geerts
- Filip Jianu
- Ryan Peniston

## Campeones

### Individual Masculino
- Mats Moraing derrotó en la final a  Quentin Halys, 7–6(11), 6–3

### Dobles Masculino
- Ruben Bemelmans /  Daniel Masur derrotaron en la final a  Sander Arends /  David Pel, 3–6, 6–3, [10–8]